# Rönne (Trave)
El Rönne es un petit riu de Slesvig-Holstein. Desguassa el llac Grosser Segeberger See (gran llac de Bad Segeberg) i desemboca al Trave a la frontera entre els municipis de Klein Rönnau i Gross Rönnau. Fins al 1899 alimentava el molí d'aigua de Klein Rönnau, però pel seu cabal hidràulic irregular es va abandonar la força hidràulica i s'hi va instal·lar un motor de combustió i més tard un d'elèctric.

## Lloc d'interés
- Molí d'aigua de Klein Rönnau, monument llistat.[1]